# 徒士
徒士（かち）は、徒歩で戦う士分格を持つ武士を指す。騎乗身分ではない。江戸時代には主君に仕える下級武士に当たる。
戦場では主君の前駆をなし、平時は城内の護衛（徒士組）や中間管理職的な行政職（徒目付、勘定奉行の配下など）に従事した。
徒士は士分に含まれるので、士分格を持たない足軽とは峻別される。したがって近代軍制でいうと、下士官に相当し、兵ではない（なお騎乗身分の侍（馬廻組以上）は士官に相当する）。
徒士・足軽による徒歩戦闘を徒戦（かちいくさ）と呼ぶ。

## 江戸幕府の場合
江戸幕府における徒歩組（かちぐみ）は、徳川家康が慶長8年（1603年）に9組をもって成立した。以後、人員・組数を増やし、幕府安定期には20組が徒歩頭（徒頭とも。若年寄管轄）の下にあり、各組毎に2人の組頭（徒組頭とも）が、その下に各組28人の徒歩衆がいた。徒歩衆は、蔵米取りの御家人で、俸禄は70俵5人扶持。礼服は熨斗目・白帷子、平服は黒縮緬の羽織・無紋の袴。家格は当初抱席（かかえぜき）だったが、文久2年（1862年）に譜代となった。

## 諸藩の場合
諸藩では概ね「徒士」と呼称しているが越後長岡藩では「小組」、飫肥藩では「歩行」と別の呼称をする藩もある。
例えば柳河藩では延宝9年（1681年）の史料に「御徒」の呼称が登場し、その後の史料では「御徒士組」や「徒士」と呼称されている。柳河藩の場合も幕府同様に蔵米知行で、知行は5人扶持から3人扶持であるが時に7人扶持や2人扶持もいた。また、飫肥藩での徒士（歩行）の石高は36石から6石までいる。
徒士を統括する役職は柳河藩や越後長岡藩では「徒士頭」と呼称しているが、長州藩では「徒士総頭」と呼称している。
通常の徒士のほかに臨時雇いの徒士格・徒士並とがあり、商工業の発達していない藩では技能職の徒士並侍を臨時雇いした。それらには筆書・測量・算術のほか、塗物師・左官・小細工・大工・紙漉・白銀（彫金等）細工の棟梁が含まれており、薬師や塗物師のように材料を育てる必要のある者にはそのための所領が与えられたが、多くは給金と扶持米だけで雇われた。
三春藩の加藤木重教によると、徒士は純士族ではないため、藩校に入学できなかったが、明治維新後は入学が許可された。